# 胡建关
胡建关（1993年5月11日—），江西上饶万年县人，中国轻量级拳击运动员。2016年8月19日，他在里约奥运会男子拳击52公斤级半决赛中，0：3不敌伦敦奥运会季军俄罗斯拳手阿洛扬，止步决赛，获得铜牌。
2013年他入选国家队；2014年获得全国男子拳击冠军赛52公斤级冠军。